# トーマス・デメジエール
カール・エルンスト・トーマス・デメジエール（Karl Ernst Thomas de Maizière, 1954年1月21日 - ）は、ドイツの政治家。2005年より2009年まで第1次メルケル内閣で連邦首相府長官を、2009年より第2次メルケル内閣で内相を、2011年より国防相を、2013年に発足した第3次メルケル内閣では再度内相を務める。所属政党はドイツキリスト教民主同盟 (CDU)。ドイツ民主共和国（東ドイツ）最後の首相ロタール・デメジエールの従弟にあたる。

## 経歴
西ドイツの首都ボン出身。1972年にアビトゥーアに合格、同年CDUに入党する。兵役ののちミュンスター大学とフライブルク大学で法学と歴史学を学び、1979年に第一次、1982年に第二次国家司法試験に合格する。学生時代に学生キリスト教民主同盟 (RCDS) の活動に従事。大学卒業と同時にベルリン（当時は西ベルリン）市庁に勤務し、リヒャルト・フォン・ヴァイツゼッカー、エーベルハルト・ディープゲン両市長の下で働く。1986年に連邦カルテル局に関する論文でミュンスター大学より博士号を授与される。1985年から1989年まで、ベルリン市長（＝州首相）府政策局長及びベルリン市議会CDU報道官を務める。
ドイツ再統一を控えた1990年、ドイツ民主共和国（東ドイツ）首相府に顧問として勤務し、西ドイツ側代表の一員として統一に関する事務に従事する。東ドイツ首相は従兄のロタール・デメジエールだった。この時トーマス・デメジエールが首相である従兄ロタールに政府副広報官として推薦したのが、当時は弱小政党に属し無名の存在だった、のちの首相アンゲラ・メルケルだった。東西ドイツ統一がなった直後の1990年11月にメクレンブルク＝フォアポンメルン州の文化大臣次官に就任する。1994年12月から州首相府長官としてベルント・ザイテ州首相 (CDU) の下で働いた。1998年の州議会選挙での敗北によるザイテ内閣の退陣に伴い退任。
1999年10月26日、ザクセン州首相のクルト・ビーデンコプフに首相府長官として迎えられる。2001年1月30日、前任者ゲオルク・ミルブラットの退任を受け、同州財務相に就任。2002年にミルブラットがビーデンコップフの後継州首相に就任すると、その内閣に法務大臣として迎えられ、2004年11月の州議会選挙後に内相に転じた。この州議会選挙に当選し、ザクセン州議会議員となる。なお2007年5月、ザクセン州憲法擁護庁の捜査により、ザクセン州の政治家・司法関係者・警察関係者が職権濫用や違法な不動産取引、児童買春や売春組織への関与など、組織犯罪に関係していた疑惑が明らかになったが、2004年から1年間内相を務めたデメジエールも関与が疑われた。
2005年11月、メルケルが連邦首相に就任するのに伴い、連邦首相府長官及び無任所特命大臣に就任。この職は内閣の情報収集・管理の責任者でもある。2009年のドイツ連邦議会選挙にマイセン選挙区から出馬して初当選した。それにより成立した第2次メルケル内閣では内相に転じた。就任前の8月にはインターネット規制強化を主張する発言をしている。2011年3月には、博士論文盗用スキャンダルにより辞任に追い込まれた前任者カール＝テオドール・ツー・グッテンベルクの後任として国防相に転じた。デメジエールは大臣として平時におけるドイツ連邦軍最高指揮官の地位に就いたが、軍人としては現在も予備役中尉である。
2013年ドイツ連邦議会選挙の結果を受け同年12月に発足した第三次メルケル内閣では、内相に復帰した。

## 家族・表彰
フランス系の苗字から明らかなように、デメジエール家は17世紀にフランス・ロレーヌ地方のメス近郊からドイツに移住したユグノー（プロテスタント）の子孫である。父ウルリッヒ・デメジエールはドイツ国防軍中佐・陸軍総司令部参謀、戦後は西ドイツでドイツ連邦軍大将、第4代ドイツ連邦軍総監（米国の統合参謀本部議長に相当）を務めた。一方、伯父クレメントは東ドイツの有力な弁護士で、ベルリン＝ブランデンブルク福音主義教会信徒代表を務めていた。クレメントの息子が東ドイツ最後の首相ロタールである。クレメントもロタールも、東西ドイツ統一後に過去のシュタージ（国家保安省）への協力が明るみに出て指弾された。
家族は妻と3児。2006年にイタリア共和国功労勲章大十字章を受章。2007年にノルウェー王国功労勲章を受章。2010年、ドレスデン工科大学名誉教授に任命された。